# Pere (abat de Sant Quirze, 1323-1355)
Pere (segle xiv) fou un religiós català, abat de Sant Quirze de Colera entre almenys el 1323 i el 1355. Les úniques dades que es tenen d'ell provenen dels diferents abaciologis que s'han fet d'aquest monestir altempordanès.